# Myelobia paleacea
Myelobia paleacea là một loài bướm đêm trong họ Crambidae.